# Liste der Studentenverbindungen in Reutlingen
Die Liste der Studentenverbindungen in Reutlingen verzeichnet die aktiven, suspendierten und erloschenen Studentenverbindungen in Reutlingen, welche unterschiedlichen Korporationsverbänden angehören oder verbandsfrei sind. Sie sind an der Hochschule Reutlingen ansässig.

## Aktive Verbindungen
Die Sortierung erfolgt nach dem Gründungsdatum.
|  |
|  |
|  |

|  |
|  |
|  |

|  |
|  |
|  |

f.f. = farbenführend, ansonsten farbentragend

## Suspendierte und erloschene Verbindungen
Die Sortierung erfolgt nach dem Gründungsdatum.
|  |
|  |
|  |

|  |
|  |
|  |
|  |
|  |

|  |
|  |
|  |
|  |
|  |

f.f. = farbenführend, ansonsten farbentragend